# Веймаут Тауншип (Нью-Джерсі)
Веймаут Тауншип (англ. Weymouth Township) — селище (англ. township) в США, в окрузі Атлантик штату Нью-Джерсі. Населення — 2614 особи (2020).

## Демографія
Згідно з переписом 2010 року, у селищі мешкало 2715 осіб у 1153 домогосподарствах у складі 762 родин. Було 1220 помешкань
Расовий склад населення:
| - 92,0 % — білих - 4,8 % — чорних або афроамериканців - 0,9 % — азіатів - 0,2 % — корінних американців - 0,1 % — вихідців з тихоокеанських островів |

До двох чи більше рас належало 1,4 %. Частка іспаномовних становила 4,6 % від усіх жителів.
За віковим діапазоном населення розподілялося таким чином: 17,2 % — особи молодші 18 років, 55,7 % — особи у віці 18—64 років, 27,1 % — особи у віці 65 років та старші. Медіана віку мешканця становила 49,8 року. На 100 осіб жіночої статі у селищі припадало 94,8 чоловіків;  на 100 жінок у віці від 18 років та старших — 92,6 чоловіків також старших 18 років.
Середній дохід на одне домашнє господарство  становив 63 818 доларів США (медіана — 56 681), а середній дохід на одну сім'ю — 75 373 долари (медіана — 62 315). Медіана доходів становила 57 803 долари для чоловіків та 46 944 долари для жінок. За межею бідності перебувало 9,6 % осіб, у тому числі 10,0 % дітей у віці до 18 років та 6,2 % осіб у віці 65 років та старших.
Цивільне працевлаштоване населення становило 1135 осіб. Основні галузі зайнятості: освіта, охорона здоров'я та соціальна допомога — 23,7 %, мистецтво, розваги та відпочинок — 14,6 %, роздрібна торгівля — 10,7 %, будівництво — 9,6 %.